# Gabrielle Howard
Gabrielle Louise Caroline Howard (apellido de soltera Matthaei; 3 de octubre de 1876 – 18 de agosto de 1930), normalmente citada como G. L. C. Matthaei, fue una fisióloga vegetal y botánica económica británica que abogaba por la agricultura orgánica.

## Educación y experimentos sobre fotosíntesis
Matthaei nació en Kensington en una familia de ascendencia alemana, suiza y francesa. Era hija del comerciante comisionista Carl Hermann Ernest Matthaei y de la música Louise Henriette Elizabeth Sueur, y tenía un hermano y tres hermanas más pequeñas, incluyendo a Louise Howrard. Matthaei asistió a la escuela para chicas North London Collegiate School y a Newnham College, Cambridge, y luego trabajó como asistente de Frederick Blackman, produciendo importantes trabajos sobre respiración celular. Entre 1902 y 1905, Blackman y Matthaei se propusieron estudiar el rol de la temperatura en la fotosíntesis y realizaron el primer experimento para tal fin, descubriendo que la fijación de carbono está basada en reacciones bioquímicas que dependen de la temperatura. A pesar de que el experimento es conocido incorrectamente como la reacción de Blackman, una gran parte del trabajo fue llevada a cabo por Matthaei y la publicación científica presentada en 1904 a la Royal Society por Francis Darwin lleva solo su nombre.

## Investigación agrícola
En 1905, se casó con Albert Howard, botánico económico imperial del gobierno de India. La pareja realizaba sus investigaciones invariablemente juntos y pronto fueron conocidos como "el Sidney y la Beatrice Webb de India". En 1913, Gabrielle Howard se convirtió en la segunda botánica económica imperial del gobierno de India. Entre 1905 y 1924, los Howards llevaron a cabo investigaciones sobre cultivos como el algodón y el trigo en su estación experimental de Pusa y tuvieron una estación experimental frutícola en Quetta de 1912 hasta 1919. La pareja sostenía que las plantas debían ser estudiadas en el contexto de su hábitat y que los alimentos cultivados en suelo rico en humus serían beneficiosos para la salud. Comenzando en 1924, supervisaron la planificación y construcción del Institute of Plant Industry (Instituto de Industria Vegetal) de Indore. Gabrielle murió repentinamente en Génova poco antes de la fecha en que pensaban jubilarse y regresar a Inglaterra. Al año siguiente, su viudo se casó con su hermana Louise. Ninguno de los matrimonios produjo hijos.

## Publicaciones
- Matthaei, G.L.C (1907), «Experimental researches on vegetable assimilation and respiration», Philosophical Transactions of the Royal Society of London 2: 47.
- Howard, Albert & Howard, Gabrielle L.C (1907), «Note on Immune Wheats», The Journal of Agricultural Science (Cambridge University Press) 2 (03): 278-280, doi:10.1017/S0021859600000575.
- Howard, Albert; Howard, Gabrielle L.C.; & Khan, Abdur Rahman (1910), The economic significance of natural cross-fertilization in India, India Dept. of Agriculture. Memoirs. Botanical series, Vol. III, (No.6) Calcutta: Thacker, Spink & Co.; London: W. Thacker & Co.. (Published for the Imperial Department of Agriculture in India; Calcutta). Listing at Open Library
- Howard, Albert; and Howard, Gabrielle L.C (1929), The Development of Indian Agriculture, India of Today, Vol. VIII (2nd edición), London: Humphrey Milford and Oxford University Press, consultado el 9 de agosto de 2010.